# Francis North, 1. Baron Guilford

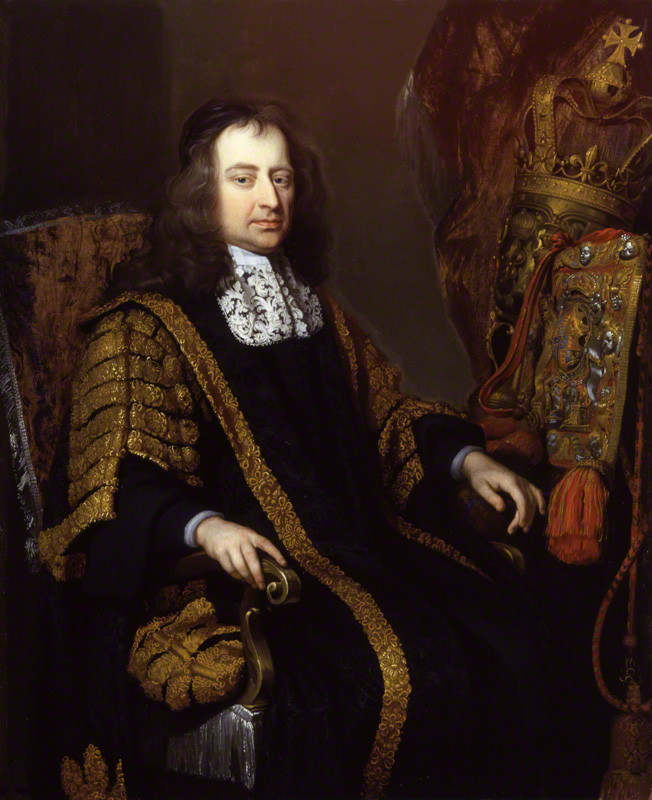
Francis North, 1. Baron Guildford, Gemälde von John Riley, um 1682

Francis North, 1. Baron Guildford (* 22. Oktober 1637 in Kirtling, Cambridgeshire; † 5. September 1685 in Wroxton Abbey, Oxfordshire) war ein englischer Adliger und Lord Keeper of the Great Seal.

## Leben
Francis North war der dritte Sohn von Dudley North, 4. Baron North, und dessen Ehefrau Anne Montagu, Tochter von Sir Charles Montagu of Boughton House und Mary Whitmore.
North wurde am St John’s College an der Universität Cambridge ausgebildet und am 27. November 1655 in den Middle Temple aufgenommen. Am 28. Juni 1661 erhielt er seine Zulassung als Anwalt. Als Anwalt war er äußerst angesehen und seit 1668 King’s Counsel, wurde 1671 zum Solicitor-General, 1673 zum Attorney-General und 1675 zum Chief Justice of the Common Pleas ernannt. Von 1673 bis 1675 war er Parlamentsabgeordneter für King’s Lynn, 1679 wurde er zudem in den Privy Council aufgenommen.
Er war ein sehr gebildeter Mann und ein überzeugter Royalist, obwohl er die absolutistischen Tendenzen von Sunderland und Jeffreys, seinen erbittertsten politischen Gegnern, ablehnte. North war ein starker Unterstützer der königlichen Prärogative und bemerkte, dass er nicht einsehen könne, wie irgendein ehrlicher Anwalt sich ihr entgegenstellen könnte, da alle vorhergehenden sie unterstützt hätten. 1682 wurde er Lord Keeper of the Great Seal, ein Amt, das zu diesem Zeitpunkt mit dem des Lordkanzlers verbunden war. Im darauffolgenden Jahr wurde ihm der Titel eines Baron Guilford verliehen.
In den Prozessen der Papisten-Verschwörung fungierte North als Richter und wurde wie seine Kollegen auch einer zu großen Leichtgläubigkeit beschuldigt, da er die Lügen von Titus Oates und anderen Informanten glaubte. Andererseits wurde argumentiert, dass der oberste Richter, Sir William Scroggs, die Vorgänge so dominierte, dass keiner der anderen Richter einen Einfluss auf das Ergebnis hatte. Als sich die öffentliche Meinung gegen die Verschwörung wandte, ging die Krone gegen deren Initiatoren vor. North saß dem Prozess wegen Hochverrat von Stephen College, einem der verrufeneren Informanten, im August 1681 vor und befahl den Geschworenen geradezu, ihn zu verurteilen. College wurde für schuldig gefunden und gehängt. Norths Vorgehen in dem Prozess sorgte für große Kritik, als der Beweis für Hochverrat (College wurde es vorgeworfen, in Waffen im Oxford Parliament aufgetreten zu sein) von vielen als fadenscheinig erachtet wurde und der Vorwurf bereits von einer Anklagejury verworfen worden war.
North stand Lord Jeffreys ablehnend gegenüber und hielt den künftigen Lord Chief Justice, Sir Robert Wright, für völlig ungeeignet für ein richterliches Amt. Er war insofern qualifiziert, Wrights Fähigkeiten zu beurteilen, da Wright als junger Anwalt mit ihm befreundet gewesen war und sich darauf verlassen hatte, dass North seine Rechtsgutachten für ihn schrieb. North wurde schließlich dafür kritisiert, dass er im Amt blieb, nachdem Wright trotz seiner vehementen Einwände zum Lord Chief Justice ernannt worden war, zumal klar gewesen sein muss, dass er keinen Einfluss mehr auf die Ernennung von Richtern hatte. Andererseits könnte er der Ansicht gewesen sein, dass es eine ausreichende Rechtfertigung für sein Festhalten an seinem Amt war, Jeffreys von der Lordkanzlerschaft fernzuhalten.

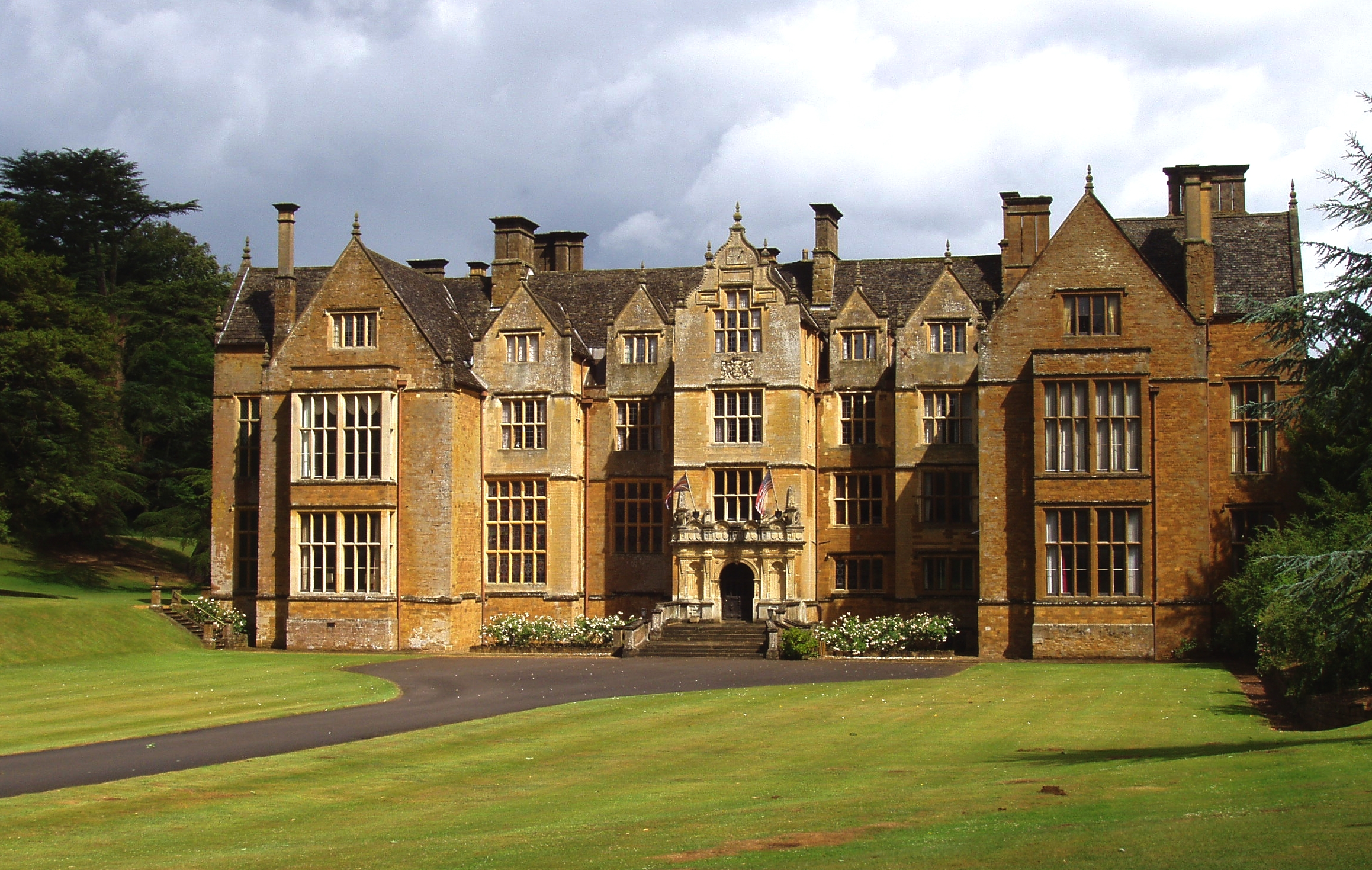
Wroxton Abbey, Landsitz Francis Norths

Francis North starb, ziemlich unerwartet, am 5. September 1685 mit nur 47 Jahren auf seinem Landsitz Wroxton Abbey nahe Banbury. Obwohl er offenbar unter Stress und Überarbeitung gelitten hat, bleibt die genaue Todesursache unklar. Seine letzten Worte waren: "It will not do". Er wurde in der All Saints Church in Wroxton beigesetzt.

## Familie
Am 5. März 1672 heiratete North Lady Frances Pope, Tochter und Co-Erbin von Thomas Pope, 3. Earl of Downe, und Beatrice Poole. Sein einziger Sohn Francis North folgte ihm als 2. Baron Guilford nach. Sein Urenkel Frederick North, 2. Earl of Guilford, sollte ab 1770 britischer Premierminister werden.

## Werke
Wie viele Engländer der Oberschicht seiner Zeit interessierte sich North sehr für Musik, insbesondere für Musiktheorie. 1677 veröffentlichte er ein Buch zu dem Thema, A Philosophical essay on musick.